# Kingsglaive: Final Fantasy XV
Pour plus de détails, voir Fiche technique et Distribution.
Kingsglaive: Final Fantasy XV (キングスグレイブ ファイナルファンタジーXV, Kingusugureibu: Fainaru Fantajī Fifutīn) est un film de science-fiction japonais en animation 3D, tourné en capture de mouvement, réalisé par Takeshi Nozue et distribué en 2016 en parallèle au jeu vidéo Final Fantasy XV.
Takeshi Nozue a co-réalisé le film précédent Final Fantasy VII: Advent Children (2005). Le film est produit par Hajime Tabata et constitue une introduction à l'univers de Final Fantasy pour les néophytes. Il est sorti dans les salles japonaises le 9 juillet 2016. Aux États-Unis, il est disponible sur des plateformes de téléchargement.

## Synopsis

### Cadre de l'histoire

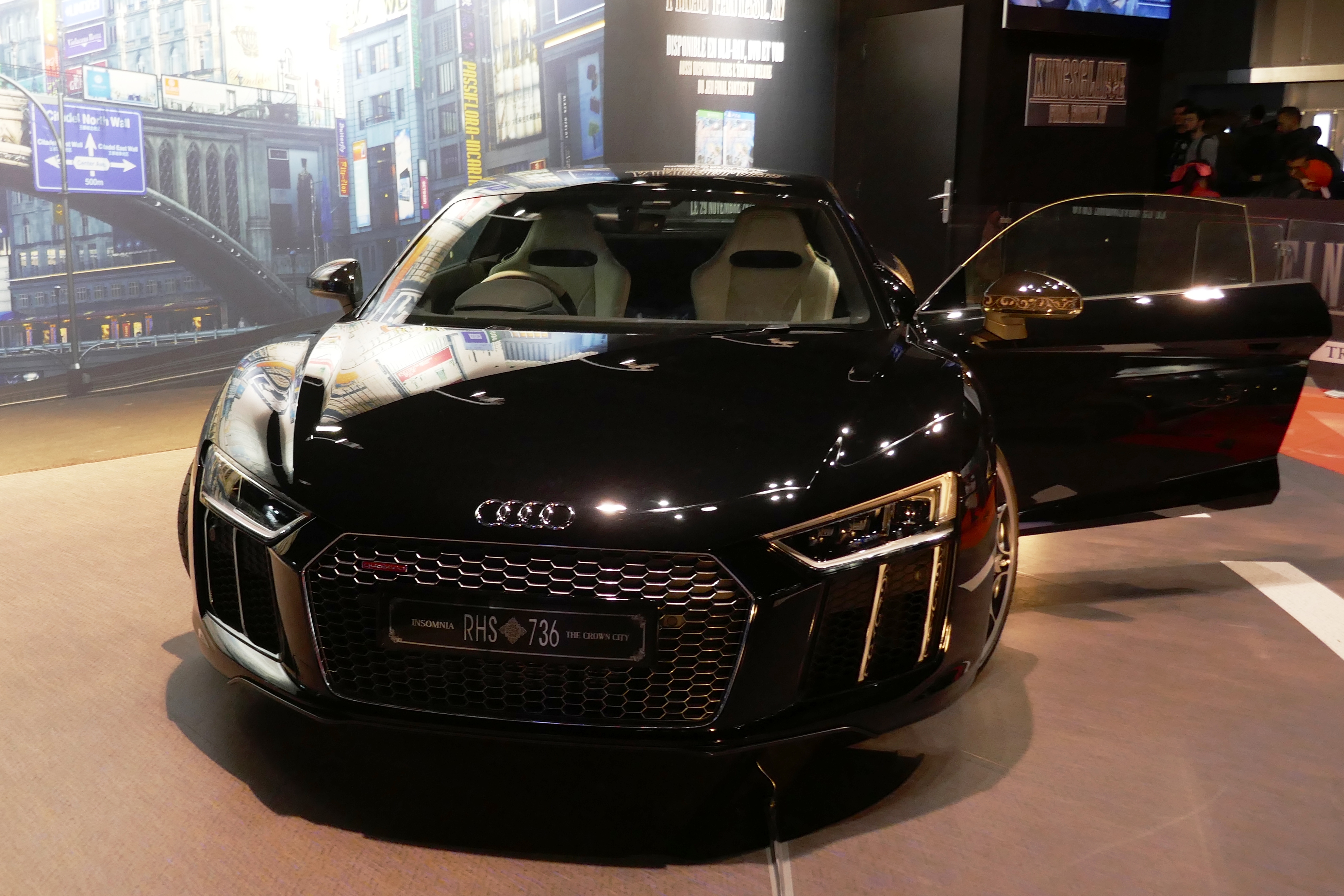
Voiture de la famille royale Caelum (Audi R8 édition spéciale).

Kingsglaive se passe dans le monde d'Eos qui ressemble à la Terre, en parallèle des événements d'ouverture de Final Fantasy XV. Eos est divisé en multiples nations qui détenaient autrefois des cristaux magiques. À présent, le royaume de Lucis est la seule nation à posséder un cristal, que la dynastie Caelum régnante utilise pour se défendre des envahisseurs via un mur magique. Le cristal, traditionnellement considéré comme un cadeau des divinités, est gardé dans une chambre spéciale à l'intérieur de la Citadelle Royale et détient un pouvoir magique n'étant accessible qu'à travers l'Anneau des Lucii, un anneau transmis de génération en génération aux rois de la lignée des Lucis.
Ces dernières années, Niflheim, un empire militaire et techniquement avancé, a conquis les autres nations et est actuellement en guerre contre Lucis. Dans cette guerre, Lucis est protégé par les Kingsglaive — une unité d'élite qui manie le pouvoir magique de la famille royale et qui est constituée d'immigrants venant de l'extérieur de la ville. Le film commence avec le roi régnant, Régis Lucis Caelum CXIII, qui accepte les conditions d'une paix avec Niflheim : dans le cadre du traité, Régis doit céder à Niflheim les territoires autour de la ville royale d'Insomnia et marier son fils, le Prince Noctis à Lunafreya Nox Fleuret, ancienne princesse de Tenebrae.

### Intrigue
Le film commence avec Régis et Noctis, qui se remettent d'une expérience proche de la mort et qui visitent Tenebrae. Niflheim lance une attaque sur le royaume avec l'intention d'assassiner la famille royale lucienne, et dans l'invasion qui s'ensuit la reine de Tenebrae est tuée par le général impérial Glauca. Régis tente de s'enfuir avec Lunafreya, mais elle décide de rester avec son frère Ravus ; par la suite les deux deviennent des sujets de l'empire et sont soumis à la domination de Niflheim.
Douze ans plus tard, les Kingsglaive combattent pour protéger les frontières de Lucis de deux monstres et des attaques de Niflheim et Tenebrae. Lors d'une de ces opérations, Nyx désobéit à l'ordre de battre en retraite pour secourir son ami Libertus d'un des démons de Niflheim. Régis, voyant que l'empire vaincra un jour ou l'autre les défenses de Lucis à cause de son pouvoir décroissant, accepte l'offre de paix du chancelier impérial Ardyn Izunia : la guerre finira à deux conditions, que Lucis cède tous les territoires au-delà d'Insomnia à Niflheim et que Noctis et Lunafreya se marient. Cela cause une dissension au sein des Kingsglaive, qui estiment que Régis abandonne leurs familles. Deux jours avant la signature du traité, Crowe, une membre des Kingsglaive, est envoyée en mission pour escorter Lunafreya à Lucis, mais elle est tuée en route. Sa mort fait enrager Libertus, le poussant à quitter les Kingsglaive et à rejoindre un groupe de rebelles luciens. Lors d'une fête dédiée à la signature du traité de paix, à laquelle assistent Régis et l'empereur de Niflheim Iedolas Aldercapt, Lunafreya rencontre Nyx avant d'être secrètement kidnappée par Glauca.
Nyx s'en aperçoit et découvre que Niflheim a stationné son armée à l'extérieur d'Insomnia. Régis consent à déployer les Kingsglaive, bien que leur commandant, Drautos, ait disparu. Pendant que Nyx réussit à secourir Lunafreya, plusieurs membres des Kingsglaive se retournent contre lui ; tous sauf Nyx, Lunafreya et Lazarus (le meneur des Kingslaive rebelles) périssent dans la bataille qui s'ensuit. Lors de la cérémonie de signature du traité, la délégation du Niflheim lance une attaque surprise et tue les conseillers du roi pendant que des espions à l'intérieur de la ville permettent à l'armée impériale d'entrer en détruisant le mur protecteur de la ville avec l'aide des rebelles luciens. Lunafreya et Nyx atteignent la Citadelle au moment où Régis se bat contre Glauca. Durant le combat, Glauca coupe l'Anneau des Lucii de la main de Régis. Ravus tente de mettre l'Anneau mais celui-ci le rejette et brûle sévèrement son bras avant qu'il ne puisse le retirer. Nyx, Lunafreya et Régis récupèrent l'Anneau et s'enfuient en étant pourchassés par Glauca. Régis force ses deux compagnons à continuer sans lui et meurt en se battant contre Glauca. Pendant ce temps, Aldercapt et Izunia ont réussi à voler le cristal et fuient Insomnia.
Convoqué sur la place de la ville par Drautos, Nyx et Lunafreya sont pris au piège par Lazarus, qui se révèle être le tueur de Crowe. Lazarus tue presque Nyx avant d'être piégé par Lunafreya qui le persuade de mettre l'Anneau, ce qui entraine sa mort. Ensuite apparaît Drautos, mais il est attaqué par Libertus, qui révèle que Drautos est en fait Glauca. Au moment où Glauca est sur le point de les tuer, Nyx met l'Anneau. Il est alors confronté aux esprits des anciens rois de Lucis ; initialement rejeté parce qu'il n'est pas de leur sang, sa détermination et la menace qui pèse sur le cristal les persuadent de lui permettre d'utiliser leurs pouvoirs avec comme prix, sa vie. Après avoir repoussé Glauca, Nyx rend l'Anneau à Lunafreya avant de la confier à Libertus, en leur disant de fuir. Avec le pouvoir emprunté à l'Anneau, il s'engage dans un combat titanesque contre Glauca à travers tout Insomnia, en animant les statues de la ville pour combattre les Démons de Niflheim. Leur combat finit à l'aube, avec Nyx blessant gravement Glauca ; Nyx meurt peu après comme prix pour avoir utilisé le pouvoir de l'Anneau, souhaitant que Noctis règne bien dans le futur. Libertus — maintenant le seul survivant des Kingsglaive — escorte Lunafreya hors de la ville mais elle lui dit de rester derrière dans l'espoir que lui et Nyx puissent être réunis. Le film finit avec Lunafreya s'en allant avec l'Anneau pour retrouver Noctis.
Dans une scène post-générique, Noctis et ses compagnons sont en route pour Altissia quand leur voiture tombe en panne, ce qui mène aux scènes d'ouverture de Final Fantasy XV.

## Fiche technique
- Titre original : キングスグレイブ ファイナルファンタジーXV (Kingusugureibu: Fainaru Fantajī Fifutīn)
- Titre international (anglais) : Kingsglaive: Final Fantasy XV
- Réalisation : Takeshi Nozue
- Scénario : Takashi Hasegawa, d'après le jeu vidéo Final Fantasy XV
- Musique : John R. Graham
- Production : Hajime Tabata, Eric P. Sherman
- Sociétés de production : Visual Works, Digic Pictures, Image Engine
- Sociétés de distribution : Sony Pictures Releasing France (France), Sony Pictures Home Entertainment (États-Unis), Aniplex (Japon)
- Budget :
- Pays d'origine : Japon
- Langue originale : anglais - japonais
- Format : couleur
- Genre : Animation et fantasy
- Durée : 115 minutes

## Distribution

### Voix originales japonaises
- Gō Ayano : Nyx Ulric
- Tsutomu Isobe (en) : le roi de Lucis Regis Lucis Caelum CXIII, père de Noctis Lucis Caelum
- Shiori Kutsuna : Lunafreya Nox Fleuret
- Shōzō Iizuka : l'empereur Iedolas Aldercapt
- Keiji Fujiwara : Ardyn Izunia, le chancelier de Niflheim et bras droit d'Aldercapt
- Yūichi Nakamura : Ravus Nox Fleuret
- Kōichi Yamadera : Titus Drautos
- Mitsuaki Kanuka : Libertus Ostium
- Banjō Ginga : Clarus Amicitia
- Ayumi Fujimura : Crowe Altius
- Tomokazu Seki : Luche Lazarus
- Wataru Takagi : Pelna Khara
- Fuminori Komatsu : Tredd Furia

### Voix américaines
- Aaron Paul : Nyx Ulric
- Sean Bean : le roi de Lucis Regis Lucis Caelum CXIII, père de Noctis Lucis Caelum
- Lena Headey : Lady Lunafreya Nox Fleuret
- David Gant (en) : l'empereur Iedolas Aldercapt
- Darin De Paul : Ardyn Izunia, le chancelier de Niflheim
- Trevor Devall : Ravus Nox Fleuret
- Adrian Bouchet : Titus Drautos
- Liam Mulvey : Libertus Ostium
- John DeMita (en) : Clarus Amicitia
- Alexa Kahn : Crowe Altius
- Todd Haberkorn (en) : Luche Lazarus
- Benjamin Diskin : Pelna Khara
- Max Mittelman (en) : Tredd Furia
- Ray Chase : Noctis Lucis Caelum
- Adam Croasdell (en) : Ignis Scientia
- Christopher L. Parson (en) : Gladiolus Amicitia
- Robbie Daymond (en) : Prompto Argentum

 Sauf indication contraire, les informations mentionnées dans cette section peuvent être confirmées par la base de données cinématographiques IMDb,  présente dans la section « Liens externes ».

### Voix françaises
- Damien Ferrette : Nyx Ulric
- Philippe Catoire : le roi de Lucis Regis Lucis Caelum CXIII, père de Noctis Lucis Caelum
- Geneviève Doang : altesse Lunafreya Nox Fleuret
- Vincent Grass : l'empereur Iedolas Aldercapt
- Arnaud Léonard : Ardyn Izunia, le chancelier de Niflheim
- Bruno Choël : Ravus Nox Fleuret
- Patrick Borg : Titus Drautos, le chef des soldats Glaives
- Julien Chatelet : Libertus Ostium
- Philippe Dumond : Clarus Amicitia
- Géraldine Asselin : Crowe Altius
- Sébastien Desjours : Luche Lazarus
- Philippe Valmont : Pelna Khara
- Bruno Méyère : Tredd Furia
- Julien Crampon : Ravus Nox Fleuret enfant
- Anatole de Bodinat : Noctis Lucis Caelum
- Julien Allouf : Ignis Scientia
- Gilles Morvan : Gladiolus Amicitia
- Alexandre Nguyen : Prompto Argentum
- Jean-Pierre Leblan : le journaliste TV
Version française
- Société de doublage : Cinephase
  - Direction artistique : Bruno Méyère
  - Adaptation des dialogues : Frédéric Alameunière
  - Enregistrement et mixage : Guillaume Loiré

Source : version française (VF) selon le carton du doublage français sur le DVD zone 2.

## Autour du film
Le film est conçu comme une œuvre transversale, dont le scénario s'intéresse à Kingsglaive, un groupe d'élite chargé d'assurer la sécurité du roi Régis. L'aventure se déroule en même temps que le jeu Final Fantasy XV, qui lui se focalise sur la quête de Noctis et de ses amis. Il est d'ailleurs conseillé de regarder le film avant de jouer au jeu.

## Sortie DVD
31 octobre 2016